# Friedrich Beug
Heinrich Friedrich Carl Beug (* 28. Mai 1885 in Hamburg; † 10. März 1956 in Konstanz) war ein deutscher Schauspieler bei Bühne und Film sowie ein Theaterleiter und -regisseur.

## Leben und Wirken

### Am Theater
Der Sohn des Kapitäns Carl Beug und dessen Gattin Bertha, geb. Brandt, hatte ein Hochschulstudium mit der Promotion abgeschlossen und sich anschließend für eine Laufbahn als Theaterschauspieler entschieden. Seinen Einstand gab er in der Spielzeit 1908/09 an dem von Gustav Charlé geleiteten Düsseldorfer Lustspielhaus. In der darauf folgenden Saison wechselte er ans Großherzogliche Hoftheater zu Weimar und ging anschließend mit der Schauspieltruppe Maria Rehoff auf Theatertournee. 1911/12 gehörte er wieder einem Festensemble, dem Neuen Theater Hamburg, an, in der darauf folgenden Spielzeit den Vereinigten Theatern von Köln. Beugs letzte Saison vor Ausbruch des Ersten Weltkriegs führte den Künstler an das Wiesbadener Residenz-Theater, wo er auch die folgende Spielzeit blieb. 1915 wurde Friedrich Beug eingezogen. In der Spielzeit 1916/17 kehrte er auf die Bretter zurück und ließ sich anschließend mehrere Jahre in Altenburg nieder. Ab 1921 wirkte Beug an den Vereinigten Stadttheatern von Bochum-Duisburg, wo man ihn an Bochums Schauspiel erstmals auch Regie führen ließ.
Beugs bedeutendste Phase als Theaterschaffender begann im September 1925, als ihm, mittlerweile in der Position des Leiters der Westdeutschen Bühne und eines Oberspielleiters (Regisseurs) des Badischen Landestheaters, die Leitung eines neu zu gründenden „Bodensee-Städtebundtheaters“ mit Sitz in Konstanz, dem sich auch das schweizerische Schaffhausen anschloss, angetragen wurde. Durch die Erweiterung um die schweizerische Stadt Winterthur nannte sich dieses Städtebundtheater im darauf folgenden Jahr in „Vereinigte Stadttheater Konstanz-Schaffhausen-Winterthur“ um. Die Leitung blieb bei Beug, dem der Regierungsrat Hermann L. Mayer zur Seite gestellt wurde. Ein weiteres Jahr später, 1927, übernahmen beide Herren auch die Leitung der Freilicht-Sommerbühne der Luisenburg bei Wunsiedel. Dort wurden so unterschiedliche Stücke wie Hamlet, Wilhelm Tell, Die versunkene Glocke, Was ihr wollt und Medea zur Aufführung gebracht. Von 1929 bis 1931 leitete Beug das Luzerner Theater. Ab 1932 diente er mehrere Jahre lang als Intendant am Deutschen Theater im lettischen Riga. Danach ging Beug nach Berlin.

### Beim Film
1937 startete Friedrich Beug in der deutschen Hauptstadt seine nur rund sieben Jahre umfassenden Aktivitäten beim Film. Hier wurde er oft mit Nebenrollen subalterner Typen bedacht. Er spielte zunächst vor allem Diener (in Mit versiegelter Order, Die kluge Schwiegermutter und Die goldene Maske), später aber auch Honoratioren und Respektspersonen aller Arten wie etwa einen Hotelgeschäftsführer in Verliebtes Abenteuer, einen Polizeipräsidenten in Robert und Bertram, einer Posse mit antisemitischen Untertönen, und einen Stadtrat in dem Gesellschaftsmelodram Die Brüder Noltenius, seinem letzten Film. Während des Zweiten Weltkriegs spielte er auch an hauptstädtischen Bühnen wie dem Lustspielhaus, der Komödie und dem Lessing-Theater und ging überdies auf Gastspieltourneen. Nach Kriegsende 1945 verbrachte Beug seinen Lebensabend in Konstanz, wo er 1956 im Alter von 70 Jahren verstarb.

### Privates
Von 1912 bis zu ihrem Tod 1953 war Friedrich Beug mit seiner Berufskollegin Gertrud Werner verheiratet, lebte jedoch zuletzt von ihr getrennt.

## Filmografie (komplett)
- 1937: Mit versiegelter Order
- 1938: Verliebtes Abenteuer
- 1939: Die kluge Schwiegermutter
- 1939: Robert und Bertram
- 1939: Die goldene Maske
- 1940: Falschmünzer
- 1941: Ein Windstoß
- 1942: Du gehörst zu mir
- 1943: Der Majoratsherr
- 1944: Die Brüder Noltenius